# Serie A 1975 (pallanuoto maschile)
La Serie A 1975 è stata la 56ª edizione della massima serie del campionato italiano maschile di pallanuoto. Si è imposto il Circolo Canottieri Napoli che ha conquistato il suo quinto titolo nazionale, concludendo il campionato imbattuto; il torneo si stabilizza a dodici squadre.

## Classifica finale
|  |     | Classifica finale 1975 | Pt | G  | V  | N | P  | GF  | GS  | DR  |
|  | --- | ---------------------- | -- | -- | -- | - | -- | --- | --- | --- |
|  | 1.  | Canottieri Napoli      | 41 | 22 | 19 | 3 | 0  | 148 | 82  | +66 |
|  | 2.  | Civitavecchia          | 34 | 22 | 17 | 0 | 5  | 164 | 115 | +49 |
|  | 3.  | Pro Recco              | 31 | 22 | 13 | 5 | 4  | 129 | 80  | +49 |
|  | 4.  | Florentia              | 28 | 22 | 11 | 6 | 5  | 130 | 110 | +20 |
|  | 5.  | Sori                   | 23 | 22 | 9  | 5 | 8  | 135 | 121 | +14 |
|  | 6.  | Napoli                 | 20 | 22 | 9  | 2 | 11 | 141 | 142 | -1  |
|  | 7.  | Mameli                 | 20 | 22 | 8  | 4 | 10 | 91  | 100 | -9  |
|  | 8.  | Camogli                | 19 | 22 | 7  | 5 | 10 | 105 | 120 | -15 |
|  | 9.  | Nervi                  | 18 | 22 | 7  | 4 | 11 | 130 | 154 | -24 |
|  | 10. | Lazio                  | 15 | 22 | 5  | 5 | 12 | 109 | 153 | -44 |
|  | 11. | Fiamme Oro             | 9  | 22 | 3  | 3 | 16 | 101 | 156 | -55 |
|  | 12. | Carabinieri            | 6  | 22 | 1  | 4 | 17 | 74  | 124 | -50 |

## Verdetti
- Canottieri Napoli Campione d'Italia
- GS Fiamme Oro Roma e CS Carabinieri retrocesse in Serie B